# Kościół św. Anny w Talaulim
Kościół św. Anny w Talaulim – rzymskokatolicki kościół w Talaulim, wzniesiony w 1570.
Kościół został wzniesiony nad rzeką Siridao w 1570 i rozbudowany w 1695, gdy został również siedzibą parafii. W jego architekturze widoczne są zarówno elementy stylu barokowego, jak i rdzennej architektury hinduskiej.
Kościół należy do najstarszych i największych świątyń w regionie. Jego wymiary to 110 stóp wysokości, 147 długości i 105 szerokości.
W 1931 Portugalia uznała kościół za narodowy zabytek kultury.
Porzucony i zaniedbany od wielu lat kościół, będący własnością państwa, został odremontowany na początku XXI w., po ponad trzydziestoletniej kampanii na rzecz jego odnowy prowadzonej przez Doma Martina, amerykańskiego pisarza pochodzącego z Indii.